# Dietrich Christoph Gloger
Dietrich Christoph Gloger (* um 1705 in Burgdorf; † 1773 in Stade) war deutscher Orgelbauer in Stade.

## Leben
Gloger war Sohn des Orgelbauers Johann Heinrich Gloger (um 1670–1732) und erlernte wie seine Brüder Gottfried Heinrich Gloger und Johann Wilhelm Gloger ebenfalls das Orgelhandwerk. 1720 und 1721 ist er als Gehilfe seines Vaters nachgewiesen. Von 1730 bis 1731 war er Prinzipalgeselle von Erasmus Bielfeldt und wurde später sein Nachfolger. Er wirkte vier Jahrzehnte als Orgelbauer in Stade (1733–1773). Am 9. Juli 1734 wurde Gloger Bürger von Stade und heiratete in erster Ehe die Witwe von Nathanael Krusewitz, einem Schüler Arp Schnitgers. Dort führte Gloger die Werkstatt von Krusewitz fort, der sie 1719 von Schnitger übernommen hatte. Gloger starb als angesehener Bürger Stades und wurde am 14. Februar 1773 in St. Wilhadi begraben.

## Werk
Glogers Orgelneubauten konzentrieren sich auf die Orgellandschaft zwischen Elbe und Weser. Seine Orgeln sind alle individuell und vom Aufbau und der Disposition recht unterschiedlich, da Gloger verschiedenen Stileinflüssen ausgesetzt war. Prägend war insbesondere die Zeit der Empfindsamkeit. Vier Gloger-Orgeln sind noch im Wesentlichen erhalten. Da Glogers Lehrmeister Bielfeldt beim Schnitger-Schüler Matthias Dropa in die Lehre ging, er Schnitgers Werkstatt in Stade übernahm und dessen Tradition fortführt, kann Gloger der Schule von Arp Schnitger zugerechnet werden. Zudem war Gloger mit der Wartung zahlreicher Instrumente Schnitgers beauftragt und war auf diese Weise gut mit ihrer Bauweise vertraut. Cornelius Geerds Wallies und Johann Matthias Schreiber gingen bei Gloger in die Lehre.

## Werkliste
Gloger hat sieben Orgelneubauten und zahlreiche Umbauten und Reparaturen durchgeführt.
In der fünften Spalte der Tabelle bezeichnet die römische Zahl die Anzahl der Manuale, ein großes „P“ ein selbstständiges Pedal, ein kleines „p“ ein nur angehängtes Pedal und die arabische Zahl in der sechsten Spalte die Anzahl der klingenden Register.
| Jahr      | Ort                  | Kirche                   | Bild | Manuale | Register | Anmerkungen |
| --------- | -------------------- | ------------------------ | ---- | ------- | -------- | --- |
| 1730–1733 | Oldendorf            | St. Martin               |      | II/P    | 15       | Fertigstellung des von Erasmus Bielfeldt begonnenen Orgelneubaus; nur hist. Gehäuse erhalten |
| 1738      | Neuenkirchen         | St. Marien               |      | II/P    | 18       | Umbau der Orgel von Christoph Donat (1661–62); 1835–36 von Johann Georg Wilhelm Wilhelmy umgebaut; 3–4 Register von Gloger erhalten |
| 1741–1742 | Otterndorf           | St. Severi               |      | III/P   | 46       | Umbau der Orgel von Antonius Wilde (1596) und Hans Riege (1661–1662); 21 Register erhalten (inkl. der von Gloger übernommenen) |
| 1744–1745 | Neuhaus (Oste)       | Emmauskirche             |      | II/P    | 18       | Neubau; vollständig erhalten; besterhaltene Orgel Glogers |
| 1745      | Altenbruch           | St.-Nicolai-Kirche       |      | III/P   | 35       | Reparatur der Orgel aus dem 15.–18. Jahrhundert → Orgel der St.-Nicolai-Kirche (Altenbruch) |
| 1752      | Osterholz-Scharmbeck | Klosterkirche St. Marien |      | I/p     | 9        | nicht erhalten |
| 1759      | Bülkau               | St. Johannes der Täufer  |      | II/P    | 22       | Erweiterung der Orgel von Arp Schnitger (1679/86); nur Schnitger-Prospekt erhalten |
| 1758–1764 | Cadenberge           | St.-Nicolai-Kirche       |      | II/P    | 28       | Unvollendete Orgel von Jacob Albrecht und Johann Hinrich Klapmeyer (1757) fertiggestellt; 1936 von P. Furtwängler & Hammer umgebaut; 18 alte Register (ganz oder teilweise) erhalten                                                       |
| 1762      | Worpswede            | Zionskirche              |      | I/P     | 15       | Neubau; nicht erhalten; 2011–2012 Neubau von Hendrik Ahrend (II/P/22) in Anlehnung an Glogers Konzeption (Foto) → Orgel |
| 1765      | Bremen-Lesum         | St.-Martini-Kirche       |      | I/p     | 10       | Neubau; nicht erhalten |
| 1765–1766 | Grünendeich          | St. Marien               |      | II/p    | 18       | Neubau; 8 Register erhalten |
| 1767      | Osterholz-Scharmbeck | St. Willehadi            |      | II/P    | 23       | Erweiterung der Orgel von Erasmus Bielfeldt (1731–34/45) um eine Vox humana 8′, weshalb Gehäuse und Windlade erweitert wurden. Dieses Register wurde 1870 von Johann Hinrich Röver durch ein Gedackt 8′ ersetzt. → Orgel von St. Willehadi |